# 이도메네오

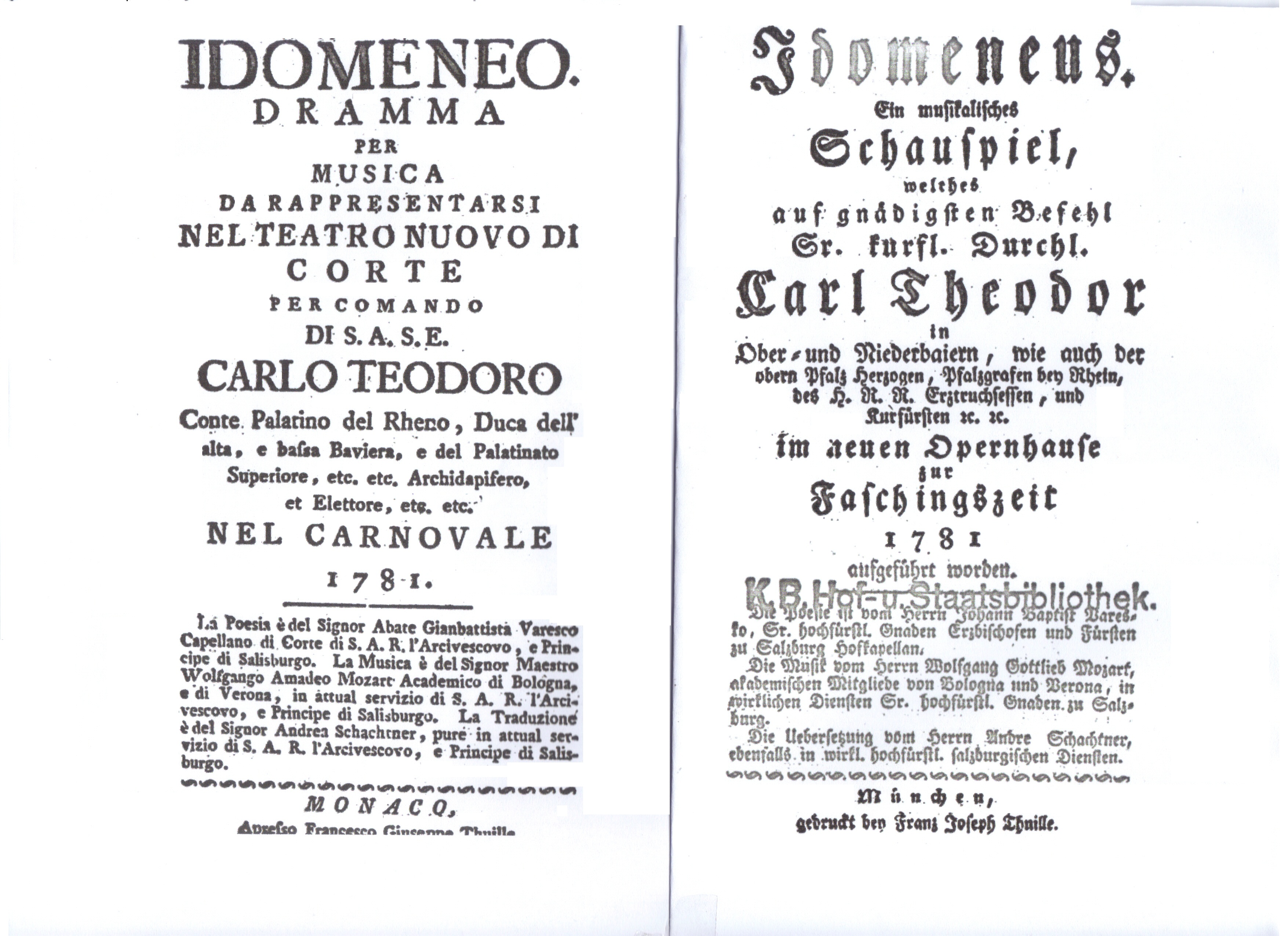

《이도메네오》는 볼프강 아마데우스 모차르트가 작곡한 오페라이다. 리하르트 슈트라우스가 이 오페라를 개작한다.